# إسحاق هودسون
إسحاق هودسون (بالإنجليزية: Isaac Hodgson)‏ (15 نوفمبر 1828 - 24 نوفمبر 1867) هو لاعب كريكت بريطاني (وحمل سابقاً جنسية المملكة المتحدة لبريطانيا العظمى وأيرلندا).